# Rohrglanzgras
Rohrglanzgras (Phalaris arundinacea L.), auch Havelmielitz bzw. Havelmilitz genannt, ist eine Pflanzenart aus der Gattung der Glanzgräser (Phalaris) innerhalb der Familie der Süßgräser (Poaceae).

## Beschreibung

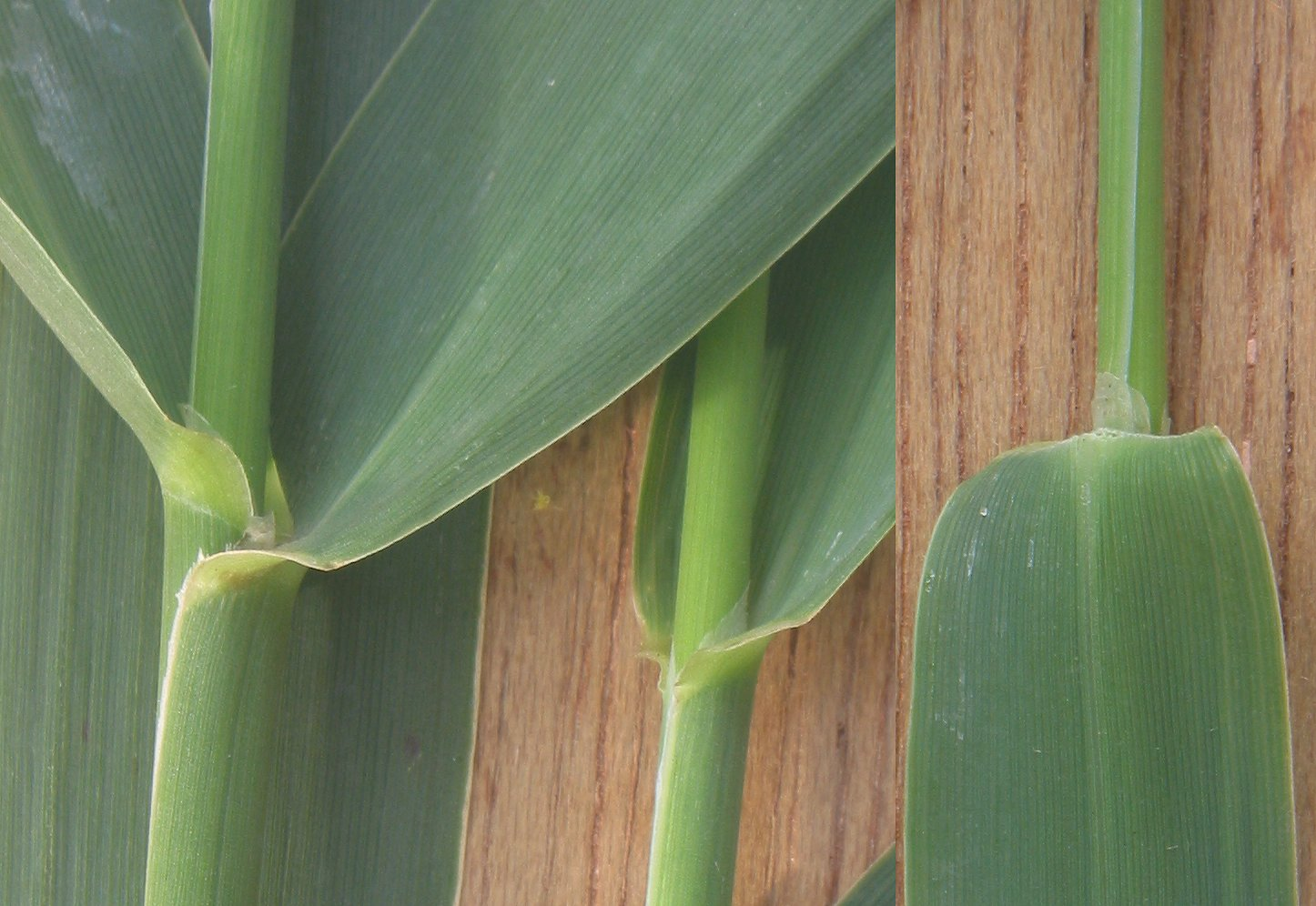
Blattgrund (im Gegensatz zu dem des Schilfrohres haarlos)

### Vegetative Merkmale
Das Rohrglanzgras wächst als ausdauernde krautige Pflanze und erreicht Wuchshöhen von 60 bis 200, selten bis zu 300 Zentimetern. Sie ist dem Schilfrohr ähnlich, aber eine wesentlich kleinere Pflanzenart. Sie hat ein fleischiges, mit unterirdischen Ausläufern versehenes Wurzelsystem.
Das jüngste Blatt ist meistens gerollt. Die derben Blattspreiten der älteren Laubblätter sind 10 bis 30 Zentimeter lang und 6 bis 15 (bis 20) Millimeter breit, ungerieft und kahl. Sie besitzen mehr oder weniger deutliche Queradern. Der Blattgrund ist ohne Öhrchen und hat ein schmutzigweißes, großes, in eine Spitze hochgezogenes Blatthäutchen (im Gegensatz zum Haarkranz des Schilfrohres). Die Blattscheiden sind offen, kahl und mit deutlichen Queradern versehen.

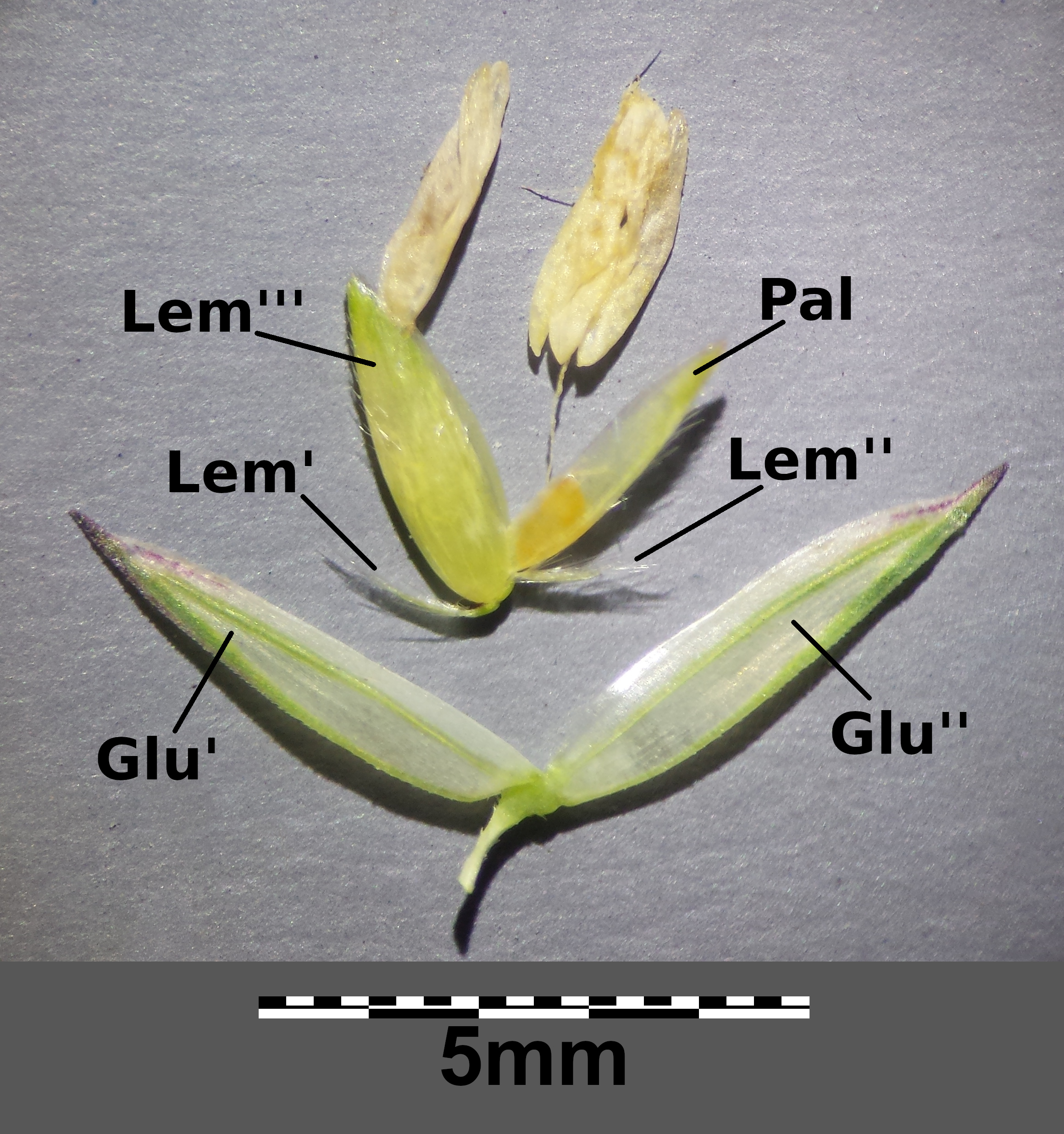
Ährchen

### Generative Merkmale
Die Blütezeit reicht von Juni bis August.
Der allseitswendige, echte rispige Blütenstand ist 10 bis 20 Zentimeter lang. Während der Anthese ist die Rispe gespreizt, sonst jedoch zusammengezogen. Auf der untersten Spindelstufe kommen immer zwei Äste vor. Schilfrohr und Landreitgras haben hier mehrere Äste und das Gemeine Knaulgras nur einen Ast. Die unbegrannten, einblütigen und lanzettlichen Ährchen des Rohrglanzgrases stehen büschelig gehäuft zusammen. Die Ährchenstiele sind 1,5 bis 4 Millimeter lang, kantig und rau. Die Ährchen sind 5 bis 7 Millimeter lang und seitlich zusammengedrückt. Die zwei Hüllspelzen sind untereinander fast gleich und 5 bis 7 Millimeter lang, gekielt, rau und sehr kurz und fein behaart. Die Deckspelzen der beiden verkümmerten Blütchen sind 1 bis 1,5 Millimeter lang und behaart. Die Deckspelze des fruchtbaren Blütchens ist fünfnervig, 3 bis 4 Millimeter lang spitz und knorpelig verdickt. Die Vorspelze ist zweinervig, 3 bis 4 Millimeter lang und kurz zwiespitzig. Die Staubbeutel sind 2,5 bis 3 Millimeter lang.
Die Chromosomenzahl beträgt 2n = 28, seltener 42.

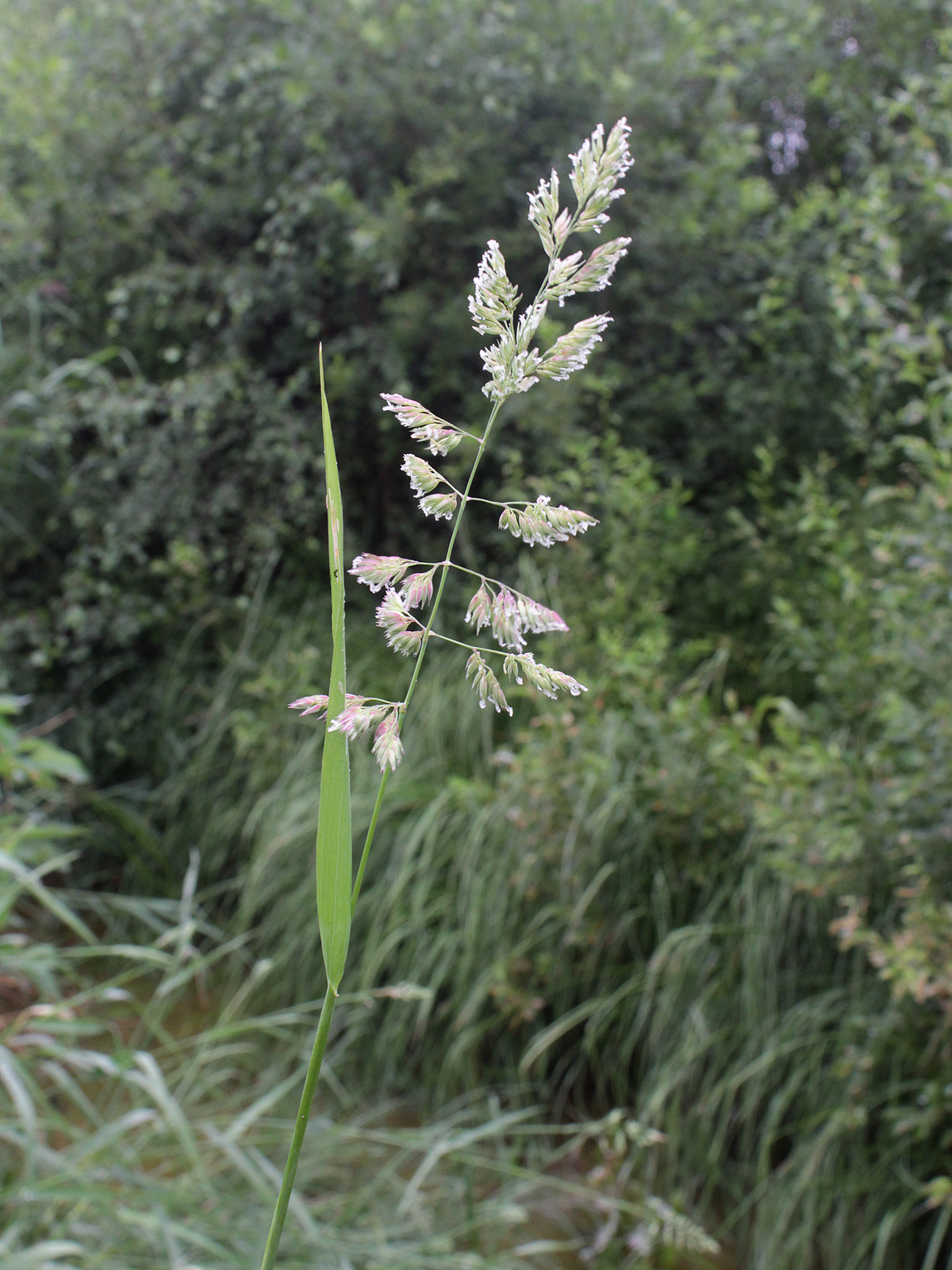
Blütenstand

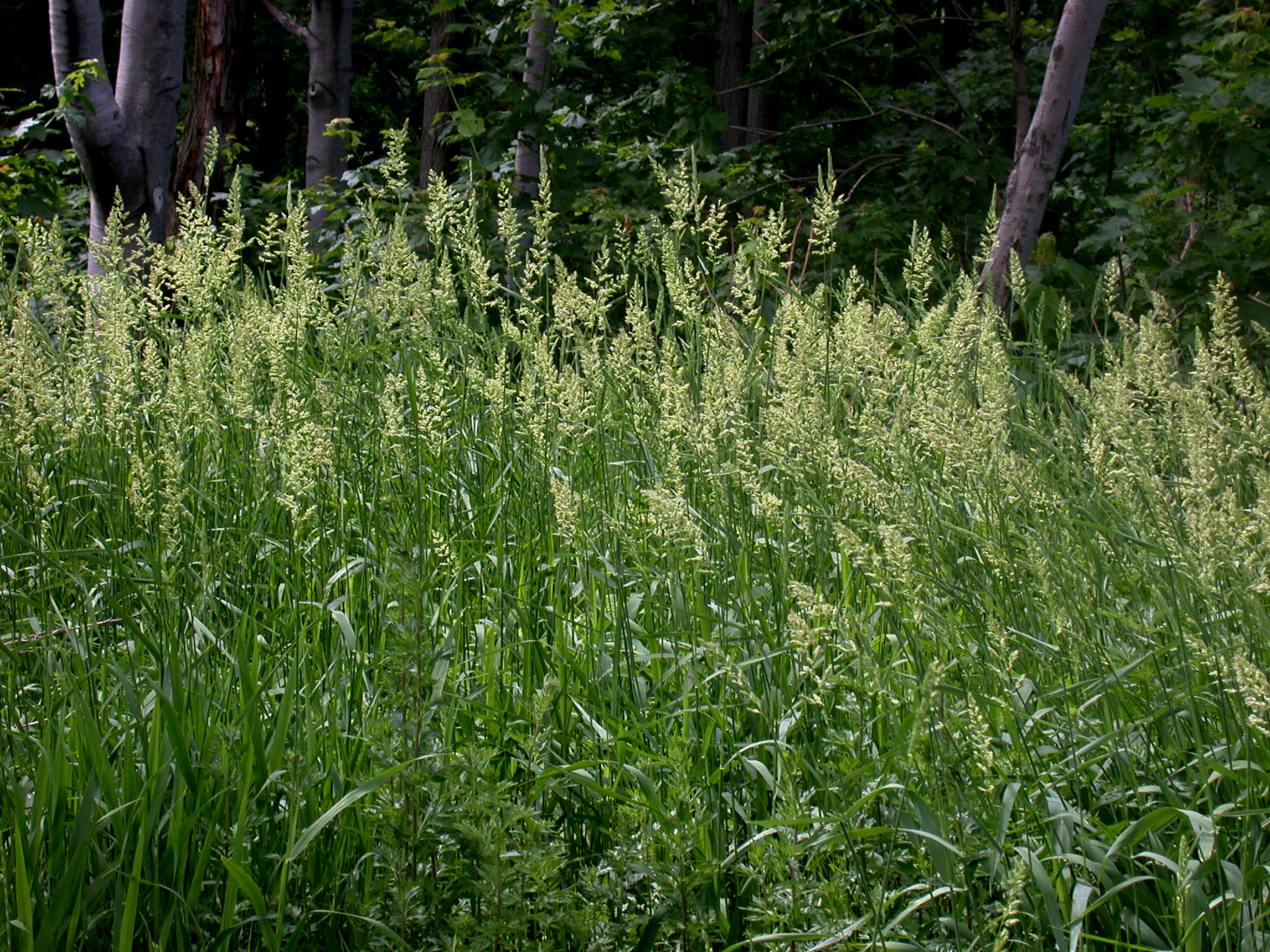
Rohrglanzgras (Phalaris arundinacea) im Bestand

## Ökologie
Es ist ein Wurzel-Kriechpionier und wurzelt bis zu 3,5 Meter tief.
Die Blüten sind windblütig vom „langstaubfädigen Typ“.
Ausbreitungseinheiten sind die von der Deck- und Vorspelze umgebenen Karyopsen; sie verbreiten sich als Ballonflieger; daneben findet Zufallsverbreitung durch Weidetiere statt und wegen der unter den Spelzen vorhandenen Luft auch Schwimmausbreitung.
Vegetative Vermehrung erfolgt reichlich durch die langen unterirdischen Ausläufer. Dadurch bilden sich oft große Bestände aus, die von einer einzigen Pflanze abstammen.

## Vorkommen
Das Rohrglanzgras ist in den gemäßigten Gebieten Europas, Asiens und Nordamerikas verbreitet. Es kommt in Europa in fast allen Ländern vor und fehlt nur in Nordmazedonien und ist auf Island unbeständig.
Es geht aber selten über Höhenlagen von 1500 Metern. In den Allgäuer Alpen steigt es in Vorarlberg zwischen Untergehren und Warth bis zu Höhenlagen von 1400 Metern auf. Es erreicht im Kanton Wallis bei Saas-Fee 1810 Meter, auf der Alp Grüm in Graubünden bis zu einer Höhenlage von 2050 Meter.
Es wächst oft in großen Trupps an oder in fließenden, sauerstoffreichen Gewässern, verträgt aber kein stagnierendes Wasser. Das Rohrglanzgras gedeiht meist auf „kräftigen“ Standorten und deshalb besonders nährstoffreiche Ton- und Schlammböden (Auwaldböden). Gelegentlich kommt es auch auf trockenen Standorten vor, diese dürfen jedoch nicht verdichtet, zu nährstoffarm oder zu rohhumusreich (sauer) sein. Es ist eine lichtliebende, jedoch auch Halbschatten ertragende Art. Phalaris arundinacea ist eine Charakterart des Phalaridetum arundinaceae aus dem Verband Magnocaricion, kommt aber auch in Pflanzengesellschaften der Ordnung Phragmitetalia oder des Verbands Alno-Ulmion vor.
Das Rohrglanzgras ist ein Bodenfestiger und ein Wechselnässe-Zeiger. Die ökologischen Zeigerwerte nach Landolt et al. 2010 sind in der Schweiz: Feuchtezahl F = 4fw+ (sehr feucht aber stark wechselnd und im Bereich von fließendem Bodenwasser), Lichtzahl L = 4 (hell), Reaktionszahl R = 4 (neutral bis basisch), Temperaturzahl T = 4 (kollin), Nährstoffzahl N = 4 (nährstoffreich), Kontinentalitätszahl K = 3 (subozeanisch bis subkontinental), Salztoleranz = 1 (tolerant).

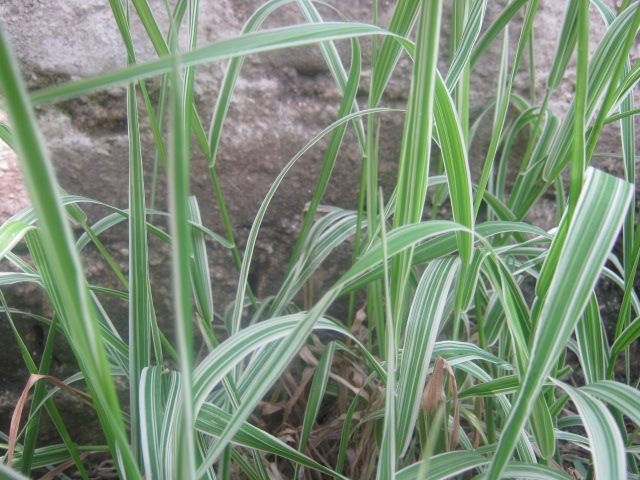
Bandgras (Phalaris arundinacea var. picta)

## Systematik und Verbreitung
Die Erstveröffentlichung von Phalaris arundinacea erfolgte 1753 durch Carl von Linné in Species Plantarum, Tomus I, Seite 55. Synonyme für Phalaris arundinacea L. sind: Typhoides arundinacea (L.) Moench, Phalaroides arundinacea (L.) Rauschert, Baldingera arundinacea (L.) Dumort.
Je nach Autor gibt es etwa drei Unterarten:
- Phalaris arundinacea L. subsp. arundinacea
- Phalaris arundinacea subsp. oehleri Pilg.: Sie kommt in Europa in Spanien, Portugal und Frankreich vor.[4]
- Phalaris arundinacea subsp. rotgesii (Husn.) Kerguélen: Sie kommt nur auf Korsika und Sardinien vor.[4]

Zum Rohrglanzgras gehört auch:
- Bandgras oder Spanisches Gras (Phalaris arundinacea var. picta L.): Seine Blattspreiten sind anfangs rosafarben oder weiß gebändert und später gelblichweiß oder rein weiß gestreift.[1] Das Bandgras wird schon seit etwa 1600 in Gärten kultiviert.

## Kultursorten
Für tiefgründige, feuchte Standorte wurden Kultursorten des Rohrglanzgrases gezüchtet. Als massenwüchsiges Mähgras ist es sehr ertragreich, bildet jedoch nur ein verhältnismäßig grobes, früher als Pferdeheu bezeichnetes Futter. Rohrglanzgras hat eine frühe Schnittreife.
Das Rohrglanzgras ist Gramin-haltig. Wegen der schädlichen Wirkung, die Gramin auf grasende Nutztiere wie z. B. Schafe hat, wurden im Laufe der letzten Jahrzehnte Gramin-arme Kultursorten gezüchtet. Anders als häufig angenommen ist nicht Dimethyltryptamin (DMT) für das Verenden von Weidetieren verantwortlich.

## Energiepflanze
Das Rohrglanzgras gilt als Energiepflanze mit hohem Biomasseertrag. Als Brikett oder Pellet kann es zur klimafreundlichen Verbrennung dienen.